# آدا کاله

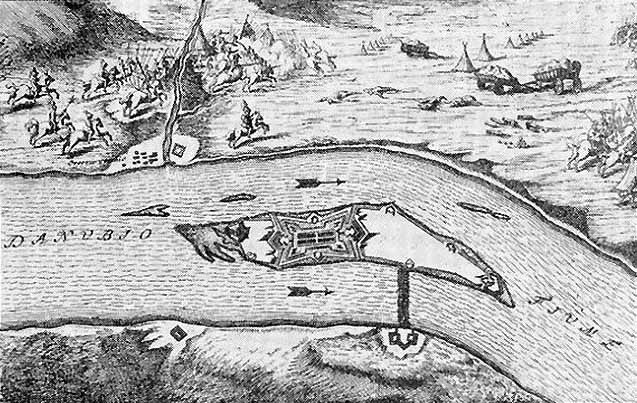
نقشهٔ دوران مدرن جزیره.

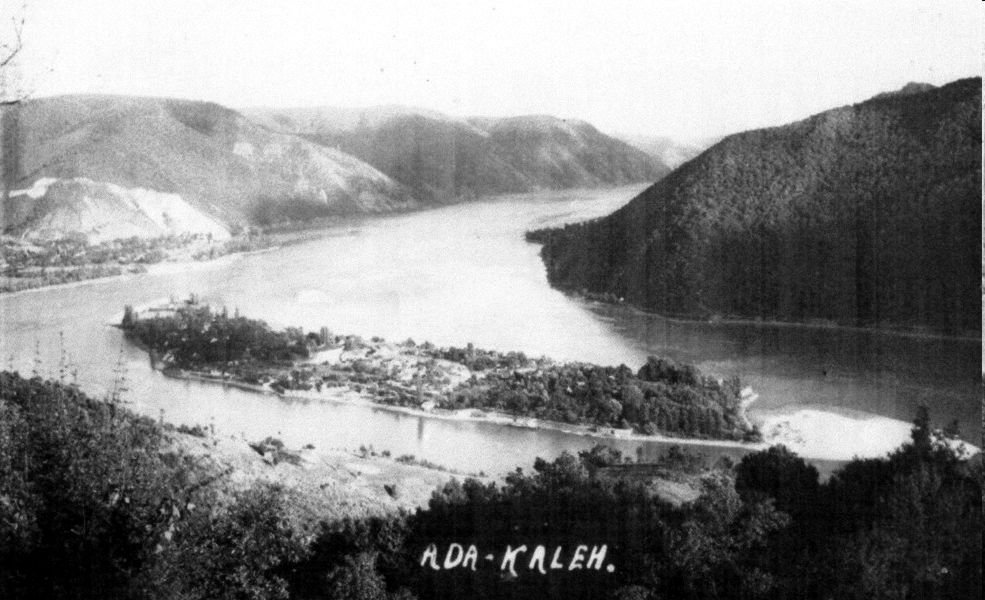
تصویری از آدا کاله.

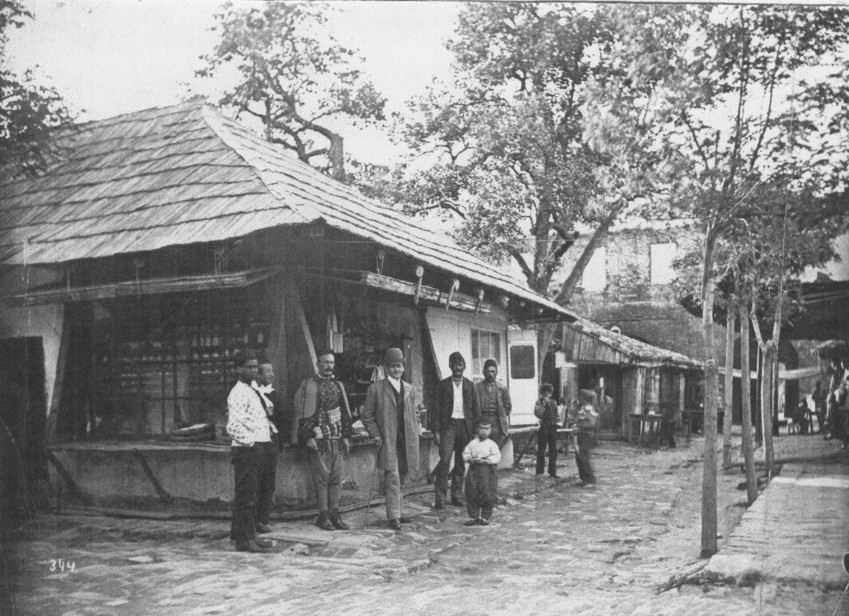
بازار آدا کاله.

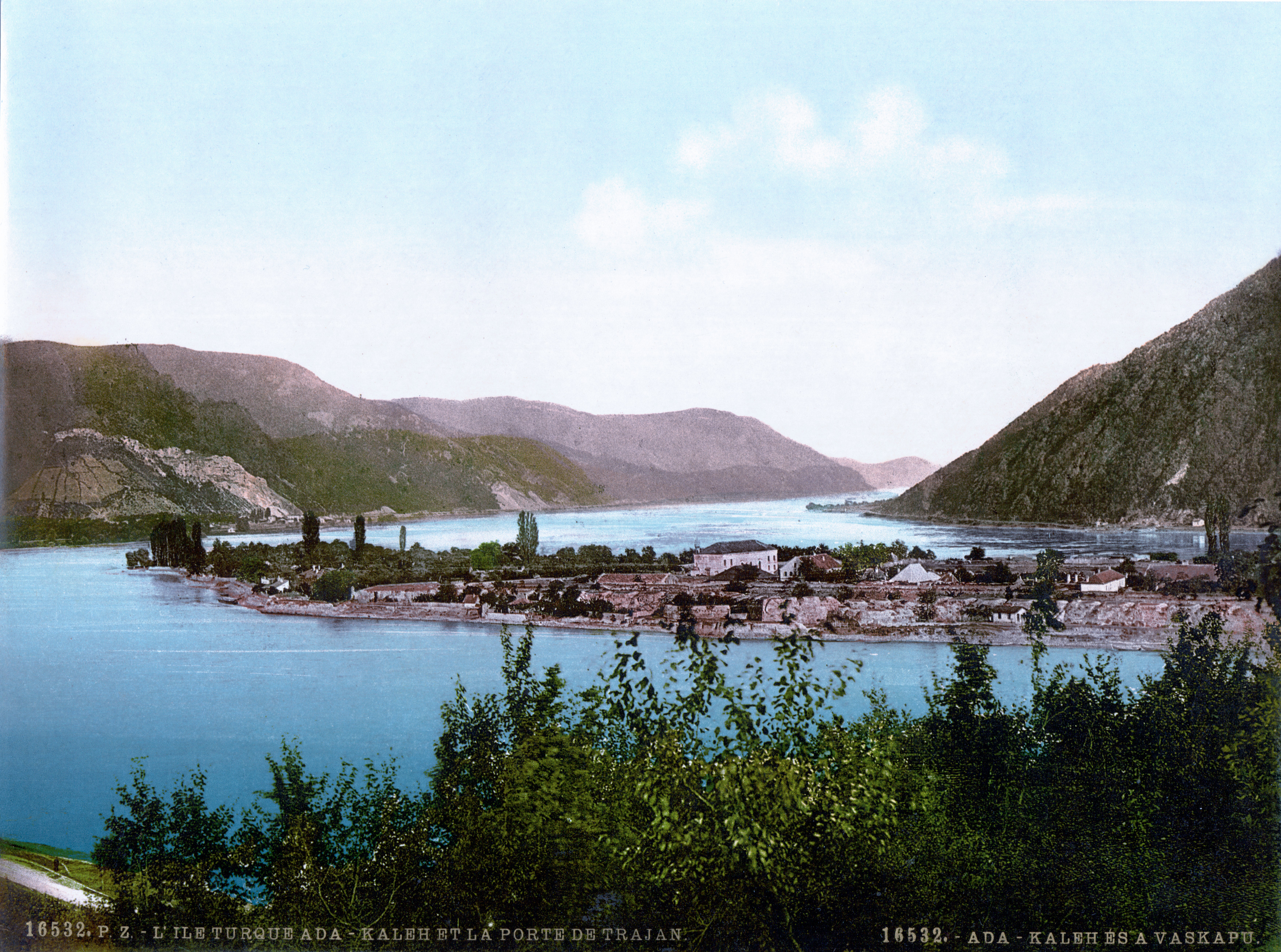
تصویر رنگی از آدا کاله

آدا کاله (تلفظ رومانیایی: [ˈada kaˈle] از ترکی استانبولی: Adakale به معنی «قلعه جزیره»، مجاری: Újorsova یا Ada Kaleh، صرب و بلغاری: Адакале / Adakale) یا آدا قلعه یک جزیره کوچک در رود دانوب رومانی مدرن بود که عمدتاً ترکان رومانی در آن ساکن بودند. این جزیره در سال ۱۹۷۰ بر اثر ساخت نیروگاه برق آبی گیتس غرق شد. آدا کاله حدود ۳ کیلومتر پست‌تر از اورشووا بود و کمتر از دو کیلومتر طول و تقریباً نیم کیلومتر عرض داشت. (۱٫۷۵ × ۰٫۴–۰٫۵≈۰٫۸ کیلومترمربع)

## جستارهای پیوسته
- ترکان رومانی